# Xanthia ochreago
Xanthia ochreago är en fjärilsart som beskrevs av Moritz Balthasar Borkhausen 1792. Xanthia ochreago ingår i släktet Xanthia och familjen nattflyn. Inga underarter finns listade i Catalogue of Life.